# De kassière
De kassière is een Nederlandse film uit 1989 van Ben Verbong. De film heeft als internationale titel Lily was Here. In totaal bezochten 238.033 mensen de film.

## Verhaal
De 17-jarige Lily heeft het niet gemakkelijk: ze werkt lange dagen als kassameisje bij een grote supermarkt; thuis botert het niet met haar moeder, die haar alleen opgevoed heeft en daarover een wrok tegen haar heeft, en met haar moeders nieuwe partner. Ze vindt troost bij Alan, een in Nederland gestationeerde zwarte Amerikaanse soldaat; ze maken plannen om samen naar zijn familie in Amerika te gaan. Ze heeft hem nog niet verteld dat ze zwanger is; hij geeft haar wel bevestiging dat hij dat prachtig zou vinden. Kort voor hun vertrek wordt Alan op straat neergestoken door een paar racisten.
Lily’s moeder verwacht dat ze het kind laat weghalen, maar Lily wil het per se houden. Ze vlucht naar de grote stad waar ze recht in de armen loopt van pooierbaas Ted. Hij laat haar wonen in een flat waar eerder een meisje met de naam Loni heeft gewoond. Na wat vervelende voorvallen ontsnapt ze aan Ted met hulp van buurman Arend, die voor Ted rijdt maar hem verwijt Loni de dood ingedreven te hebben. Lily neemt een armoedige kamer maar heeft geen geld voor de huur. Wanneer in een babywinkel de kassa even onbezet is haalt ze hem leeg. Ze gaat terug naar Loni’s flat om een vergeten audiocassette op te halen met de stem van Alan erop en ontkomt, weer met Arends hulp, ternauwernood aan Ted. Ondertussen heeft haar huurbaas, die gezien had dat ze veel contant geld had, alles uit haar kamer gehaald. Maar nu weet ze hoe gemakkelijk het gaat, vooral met een (ongeladen) pistool dat ze in Loni’s flat had gevonden. 
In een beter hotel staat haar kamer vol babyspullen. De politie zoekt Lily en publiceert haar beschrijving; een hotelbediende verklikt haar. Wanneer ze weeën krijgt belt ze Arend om haar naar de vroedvrouw te rijden, die haar helpt hoewel hij weet dat Lily gezocht wordt. Ze kunnen niet naar haar hotelkamer vanwege de politie daar en zo bevalt ze in een metroschacht. Het kindje heeft problemen en de vroedvrouw brengt het naar het ziekenhuis, waar daarna zowel politie als Ted Lily opwachten. Ze slaapt die nacht bij Arend. Hij zegt dat ze naar het buitenland moet, maar ze denkt er niet aan, zonder haar kindje, dat ze Loni heeft genoemd naar Arends vriendin. Ze gaat naar het ziekenhuis, vindt haar kindje, en krijgt door haar naïeve vastberadenheid de politiecommissaris zover, dat hij haar laat gaan.

## Rolverdeling
| Acteur                         | Personage                 |
| ------------------------------ | ------------------------- |
| Marion van Thijn               | Lily                      |
| Thom Hoffman                   | Arend                     |
| Coen van Vrijberghe de Coningh | Ted                       |
| Truus te Selle                 | Moeder van Lily           |
| Con Meijer                     | Sjaak                     |
| Dennis Rudge                   | Alan                      |
| Adrian Brine                   | Doesburg                  |
| Yvonne Ristie                  | Rita                      |
| Monique van de Ven             | Vroedvrouw Conny          |
| Jeroen Planting                | Inspecteur Wester         |
| Gunar Gritters-Doublet         | Man met Scheve Neus       |
| René Retèl                     | Man met Lange Regenjas    |
| Eric Beekes                    | Juwelier                  |
| Hans Kesting                   | Piccolo                   |
| Kees Hulst                     | Emile                     |
| Jaloe Maat                     | Helen                     |
| Beppie Melissen                | Bankbediende              |
| Richard Messina                | Amerikaanse Officier      |
| Marion Visee                   | Ambtenaar Sociale Dienst  |
| Boudewijn van Hulzen           | Ambtenaar Sociale Dienst  |
| Arnon Grunberg                 | Puber                     |
| Otto Sterman                   | Grijze neger              |
| Erika Kuyten                   | Verkoopster Babywarenhuis |
| Wilma Bult                     | Verpleegster              |
| Paul Meijer                    | Pensionhouder             |
| Venus Veldhoen                 | Natgeregend Hoertje       |
| Willem Boogaard                | Motorijder                |
| John Schoonhoven               | Motorijder                |
| Deniz Peduk                    | Cassière                  |
| Jan Willem Ruyter              | Portier                   |

## Achtergrond
- De film werd grotendeels opgenomen in Rotterdam.
- Marion van Thijn is de dochter van de toenmalige burgemeester Ed van Thijn van Amsterdam.
- De muziek van de film werd gecomponeerd door David A. Stewart, voormalig lid van de band Eurythmics. De titelsong, Lily was Here, bereikte de eerste plaats in de Nederlandse hitlijst en werd ook internationaal een hit. Het was de eerste platenopname met Candy Dulfer (saxofoon).